# Arrondissement de Ruffec
L'arrondissement de Ruffec est un ancien arrondissement français du département de la Charente créé le 17 février 1800 et supprimé le 10 septembre 1926. Les cantons furent rattachés à l'arrondissement de Confolens.

## Composition
Il comprenait les cantons de Aigre, Mansle, Ruffec et Villefagnan.

## Sous-préfets
| Période         | Période           | Identité             | Fonction précédente                                         | Observation                                                                  |
| --------------- | ----------------- | -------------------- | ----------------------------------------------------------- | ---------------------------------------------------------------------------- |
|                 |                   |                      |                                                             |                                                                              |
| 28 juillet 1847 | 10 janvier 1849   | Oscar Massy          | Sous-préfet d'Ambert                                        | Nommé préfet des Hautes-Pyrénées                                             |
|                 |                   |                      |                                                             |                                                                              |
| 17 juillet 1854 | 15 décembre 1856  | Henry Tharreau       | Secrétaire de la présidence du corps législatif             | Nommé sous-préfet d'Ancenis                                                  |
|                 |                   |                      |                                                             |                                                                              |
| 25 octobre 1865 | 11 février 1871   | Antonin Daunassans   | Sous-préfet de Mauriac                                      | Maintenu à la chute du Second Empire. Nommé préfet de la Charente            |
| 30 mai 1871     | 14 juin 1871      | Eugène Célières      | Sous-préfet de Lavaur                                       | Nommé sous-préfet de Lavaur                                                  |
| 15 mai 1871     | 9 juin 1873       | François Mordon      | Sous-préfet de Château-Chinon                               | Remplacé. Nommé sous-préfet de Sarlat en 1877.                               |
|                 |                   |                      |                                                             |                                                                              |
| 12 janvier 1880 | 11 mai 1882       | Émile Waltz          |                                                             | Nommé sous-préfet d'Arcis-sur-Aube                                           |
| 11 mai 1882     | 21 juin 1884      | François Ladrat      | Sous-préfet de Villefranche                                 | Nommé sous-préfet de Fontenay                                                |
| 21 juin 1884    | 4 juin 1901       | Claude Marandat      |                                                             | Remplacé devient percepteur                                                  |
| 4 juin 1901     | 3 juin 1908       | Jean Lambry          | Chef de cabinet du préfet de la Charente                    | Nommé sous-préfet de Cosne                                                   |
| 3 juin 1908     | 5 juillet 1910    | Xavier Sialelli      | Sous-préfet de Saint-Jean-de-Maurienne                      | Nommé sous-préfet de Rochechouart                                            |
| 5 juillet 1910  | 28 janvier 1914   | Paul Besques         | Sous-préfet de Rochechouart                                 | Nommé sous-préfet de Cognac                                                  |
| 28 janvier 1914 | 23 mai 1920       | Paul Rozard          | Conseiller de préfecture de la Vendée                       | Nommé secrétaire général de la préfecture des Basses-Pyrénées                |
|                 |                   |                      |                                                             |                                                                              |
| 1er juin 1922   | 6 février 1923    | Étienne Gervais      | Secrétaire général de la préfecture des Pyrénées-Orientales | Nommé sous-préfet de Barbezieux                                              |
| 6 février 1923  | 22 septembre 1926 | Philippe de Vincenti | Chef de cabinet du préfet des Côtes-du-Nord                 | Rattaché à la préfecture de la Charente à la fermeture de la sous-préfecture |